# Трощинский, Андрей Борисович
Андрей Борисович Трощи́нский (14 февраля 1978, Усть-Каменогорск, Казахская ССР — 21 декабря 2015, Павлодар, Казахстан) — казахстанский хоккеист, центральный нападающий. Младший брат хоккеиста Алексея Трощинского.

## Биография
Воспитанник усть-каменогорского хоккея. Первый тренер — Владимир Николаевич Гольц.
На молодёжном чемпионате мира 1998 года отметился хет-триком в матче против сборной Канады (6:3). В тот же год был задрафтован командой НХЛ «Сент-Луис Блюз» в 6-м раунде под общим 170-м номером.
Чемпион и двукратный серебряный призёр зимних Азиатских игр. Участник зимней Олимпиады 2006 года.
После сезона 2014/2015 завершил карьеру игрока и перешёл на тренерскую работу в ХК «Ертіс-Павлодар».
Умер от сердечного приступа 21 декабря 2015 года.